# Organização Mundial do Turismo
Organização Mundial do Turismo (OMT, em inglês: World Tourism Organization, UNWTO) é uma agência especializada das Organização das Nações Unidas (ONU) e a principal organização internacional no campo do turismo, destinada a promovê-lo e desenvolvê-lo. Funciona como um fórum global para questões de políticas turísticas e como fonte de conhecimento prático sobre o turismo, promovendo um turismo responsável, durável e acessível a todos, prestando atenção particularmente aos interesses dos países em desenvolvimento.
A Organização encoraja também a aplicação do Código Mundial de Ética do Turismo para assegurar-se de que os países membros, os destinos turísticos e as empresas do setor maximizem os efeitos econômicos, sociais e culturais positivos desta atividade recolhendo os frutos e reduzindo ao máximo as repercussões negativas sobre a sociedade e sobre o ambiente.
Sua sede é em Madrid, Espanha e tem como membros 158 países, sete territórios e mais de 400 membros afiliados, representando o setor privado, instituições educacionais, associações e autoridades locais de turismo.

## História
Sua origem remonta ao Congresso Internacional de Associações Oficiais de Tráfego Turístico, realizado, em 1925, em Haia, nos Países Baixos. Após a Segunda Guerra Mundial, foi rebatizada como União Internacional de Organizações Oficiais de Viagens (IUOTO) e transferida para Genebra, na Suíça. A IUOTO era uma organização não-governamental que chegou a reunir 109 "Organizações Nacionais de Turismo" e 88 membros associados dos setores público e privado. Em 1974, seguindo uma resolução da Assembleia Geral das Nações Unidas, foi transformada em um órgão intergovernamental. Em 2003, tornou-se uma agência especializada das Nações Unidas. A OMT é considerada um fórum para tratar questões voltadas às políticas turísticas mundiais. É responsável pela promoção e decisão de desenvolvimentos do turismo sustentável, responsável e acessível mundialmente, sendo que esta organização dá atenção principalmente em países que se encontram em desenvolvimento.
A Organização Mundial de Turismo teve início, em 1946, com o primeiro Congresso Internacional de Organizações Nacionais de Turismo, que aconteceu em Londres e, neste congresso, foi decidido a criação de uma Organização Internacional nova, não sendo governamental e de âmbito universal para equivaler a União Internacional das Organizações Oficiais de Propaganda Turística (UIOOPT).
Atualmente, a OMT tem 158 países membros que incluem sete territórios e mais de 400 membros filiados que representam o setor privado. Dentre os Estados associados: Argentina (1975), Bulgária (1976), Camarões (1975), China (1983), Egito (1975), tendo como último integrante, os Emirados Árabes Unidos, em 2013.

## Estrutura
Os órgãos da OMT são:
- Assembleia Geral:

Encarrega-se de discutir o planejamento de gastos e tópicos para o futuro da organização, além de possuir reuniões agendadas para cada dois anos sendo a próxima sediada pela federação Russa em 2019. Seu processo eleitoral, para secretário geral, dá-se juntamente ao período de reuniões oficiais.
- Comissões Regionais:

É um órgão subsidiário da Assembléia Geral encarregado de regulamentar regionalmente o funcionamento da organização. Existem seis comissões subsidiárias distintas que se reúnem anualmente. O objetivo principal deste órgão subsidiário é manter os Estados membros mutuamente conectados e atualizados sobre as decisões mundiais relacionadas ao turismo. Suas comissões incluem Africa (CAF), Américas (CAM), Leste Asiático e Pacífico (CAP), Europa (CEU), Oriente Médio (CME) e Sul-Asiático (CSA).
- Conselho Executivo:

Órgão estrutural responsável pela implementação de medidas que possibilitem a realização das decisões e recomendações feitas pela Assembleia Geral.  Este é constituído por cinco membros eleitos pela Assembleia, além de cinco órgãos subsidiários, denominados comitês.
- Comitês:

Estes comitês têm por objetivo principal a regulamentação de tópicos específicos subsidiários do Conselho Executivo. Em contrapartida, existe um único comitê que não é regulamentado pelo Conselho, e sim pela Assembleia. Este é  o Comitê Mundial para o Turismo Ético. Os comitês são: Committee for the Review of Applications for Affiliate Membership, Committee on Statistics and the Tourism Satellite Account, Committee on Tourism and Competitiveness, Committee on Tourism and Sustainability, Programme and Budget Committee.
- Secretariado:

Este é regulamentado pelo secretário geral Zurab Pololikashvili, que fica localizado na sede da UNWTO em Madrid. As línguas oficiais da Organização são francês, inglês, árabe, espanhol e russo.

## Objetivos
A OMT comprometeu-se em atingir os objetivos do Milênio pelo desenvolvimento das Nações Unidas, concebidos para diminuir a pobreza e favorecer o desenvolvimento sustentável.
O artigo 3 dos seus estatutos define que "o objetivo fundamental da Organização é o de promover e desenvolver o turismo, visando contribuir à expansão econômica, à compreensão internacional, à paz, à prosperidade, assim como ao respeito universal e à observação dos direitos e das liberdades humanas fundamentais sem distinção de raça, sexo, língua ou religião".
Um dos focos que a Organização Mundial do Turismo tem é o Desenvolvimento Sustentável do turismo, o qual fazem promoções de reuniões e conferências para organização dos preparativos para tal feito. No  ano de 2017 a OMT produziu no Ano Internacional do Turismo Sustentável - no ano de 2017- um roteiro para até 2030. 
Analisando o objetivo da organização e as vantagens que o turismo traz, pode-se observar as melhorias tanta na economia, na sustentabilidade, na  sociedade quanto em outros como:  a cultura do país de origem e no país de destino. Pensando no turismo como uma indústria mundial, é possível observar a economia, sustentabilidade e o desenvolvimento que âmbito da economia do mercado de determinado lugar, a liberdade do comércio, empresas privadas entre outras áreas.

## Secretários Gerais
Desde 1975, o cargo de secretário-geral foi ocupado por:
| Data       | Nome                      |
| ---------- | ------------------------- |
| 1975–1985  | Robert Lonati             |
| 1986–1989  | Willibald Pahr            |
| 1990–1996  | Antonio Enriquez Savignac |
| 1997–2008  | Francesco Frangialli      |
| 2009–2017  | Taleb Rifai               |
| 2018–atual | Zurab Pololikashvili      |

## Funcionamento
A Assembleia Geral reúne todos os membros a cada dois anos. O secretário-geral é designado por três anos. O Conselho Executivo possui 26 membros, eleitos pela Assembleia Geral por quatro anos. O efetivo do secretariado geral da OMT é de 82 funcionários. O atual secretário-geral é Zurab Pololikashvili.
Para a organização e administração do turismo mundial, nacional, estadual e municipal é preciso de uma organização a qual, inspeciona administra a forma de utilização de recursos e a manutenção de toda a organização. A Organização Mundial do Turismo, criou o Código Mundial de Ética do Turismo o qual os Estados participantes deveriam seguir. Partindo do pressuposto da promoção do turismo é possível analisar e observar a atuação do Estado na organização das atividades turísticas de cada lugar dentro do seu território.. 
Com a implantação do Código Mundial da Ética do Turismo a Organização Mundial do Turismo tem o intuito de contribuir para tal setor economicamente, minimizando assim, os possíveis pontos negativos e se encontra dedicada em promover o turismo para conseguir desenvolver os Objetivos de Desenvolvimentos Sustentáveis (ODS's).
A Organização Mundial do Turismo também promove políticas e instrumentos para um turismo sustentável e competitivo, conhecimento de mercado, e juntamente a educação e treinamentos, pois para tal organização o turismo é uma ferramenta eficaz para o progresso por meio de projetos aplicados pela Organização.
A Organização tem como prioridades 6 pontos, sendo eles: Integrar sistematicamente o turismo à agenda  global; Aumentar a competitividade do turismo; Promover o desenvolvimento sustentável do turismo; Promover a contribuição do turismo para a redução da  pobreza e o desenvolvimento; Promover o conhecimento, a educação e o  treinamento e Forjar parcerias.

## Estatutos
Os estatutos da OMT foram produzidos na cidade do México, em 1970.

## Contas Satélite de Turismo
Conhecida em uma das línguas oficiais da Organização Mundial do Turismo como Tourism Satellite Account. Este mecanismo fora criado após uma conferência da organização em 2008, na qual exigia-se melhores medidas estatísticas para a compreensão da efetividade da organização, além de sua melhor atuação. Este é um mecanismo de harmonização do sistema de coleta de dados da UNWTO em uma perspectiva econômica. Seu funcionamento baseia-se na diferenciação entre as contas estatais padrões, de setores caracterizados como indústria, e contas específicas para o turismo. A organização é a primeira a utilizar uma medida de harmonização como esta.

## Ligação externa
- Wikisource

- «Sítio oficial» (em inglês, espanhol, francês, e russo)